# دیمیتری باکو
دیمیتری باکو (فرانسوی: Dimitri Bascou‎؛ زادهٔ ۲۰ ژوئیه ۱۹۸۷) یک ورزشکار دو و میدانی اهل فرانسه است. از افتخارات وی می‌توان به کسب مدال برنز در دو ۱۱۰ متر با مانع در بازی‌های المپیک تابستانی ۲۰۱۶ اشاره کرد.